# Melktert

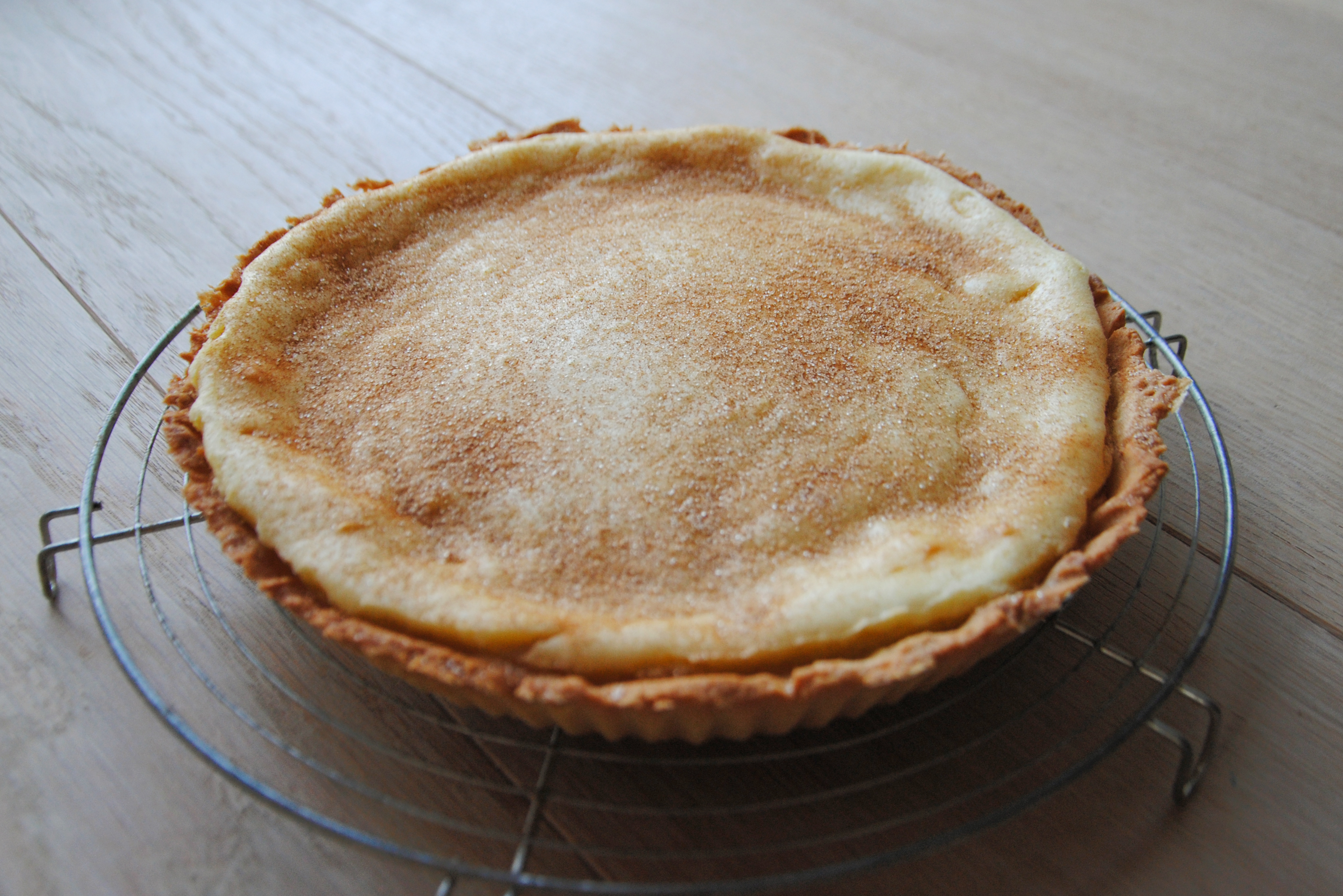
Torta de leite

Melktert ( /ˈmɛlktɛrt/, em Afrikaans, torta de leite) é uma sobremesa Afrikanêr que consiste de uma massa de pastelaria doce contendo um creme recheio feito a partir de leite, farinha, o açúcar e os ovos .
A sobremesa se originou entre os colonos da Colônia Holandesa do Cabo no século 17, e acredita-se que tenha se desenvolvido a partir do mattentaart holandês, uma sobremesa parecida com um cheesecake que foi incluída no livro de receitas Een Notabel Boexcken Van Cokeryen ( Um Livro Notável de Cookery ) publicado por Thomas van der Noot por volta de 1514.  Algumas receitas exigem que o creme seja assado na crosta, enquanto outras exigem que o creme seja preparado com antecedência e depois colocado na crosta antes de servir. A canela é frequentemente polvilhada sobre sua superfície, e o leite usado para o creme também pode ser infundido com um pau de canela antes do preparo.